# 大久保駅 (東京都)

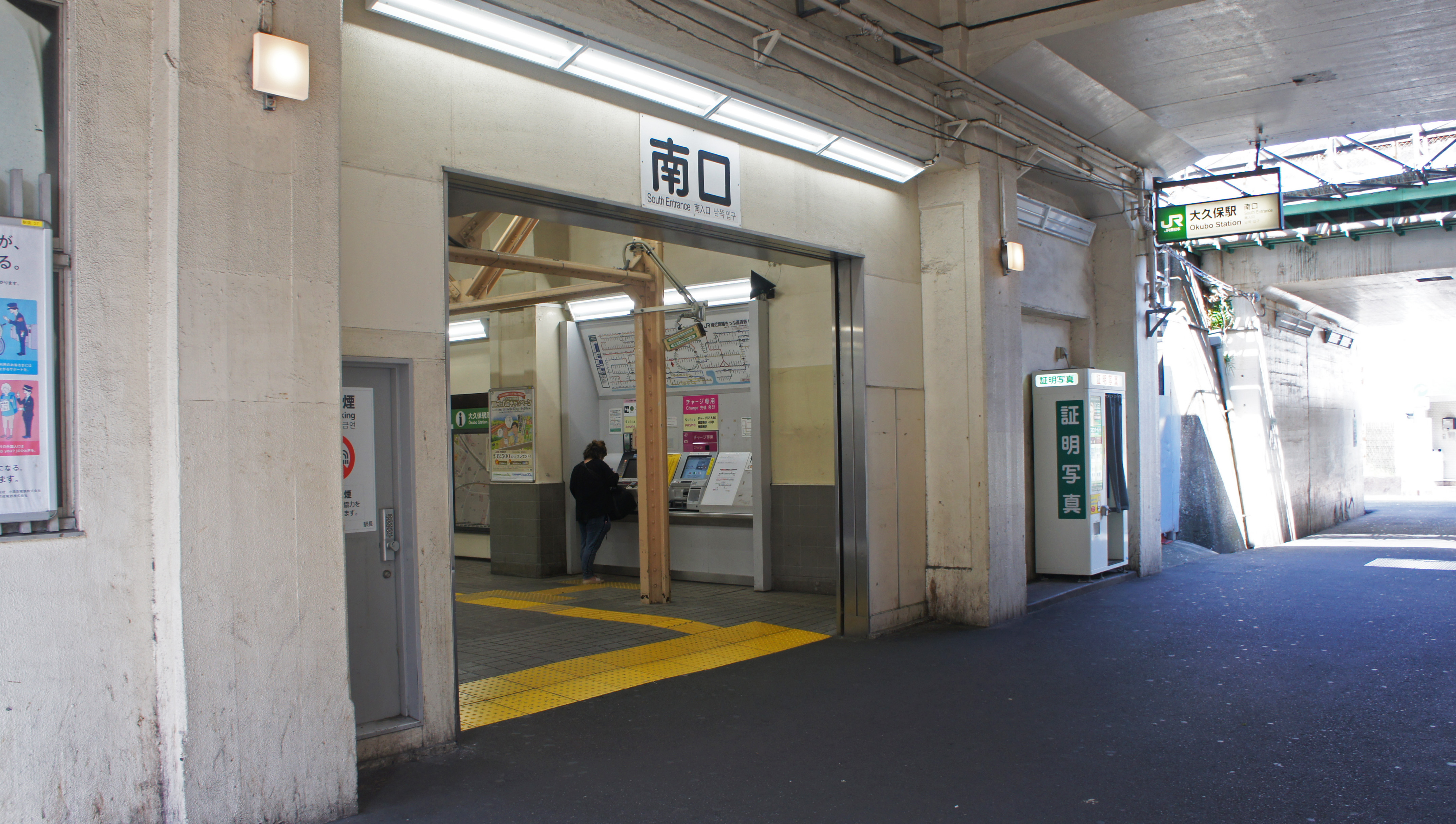
南口（2019年9月）

大久保駅（おおくぼえき）は、東京都新宿区百人町一丁目にある、東日本旅客鉄道（JR東日本）中央本線の駅である。駅番号はJB 09。
当駅には、緩行線を走る中央・総武線各駅停車のみ停車する。また、特定都区市内制度における「東京都区内」に属する。

## 歴史
- 1895年（明治28年）5月5日：甲武鉄道の駅として開設[1]。旅客・貨物取扱開始[1]。
  - 駅開設以前から淀橋浄水場（1899年（明治32年）完成。現在の新宿副都心に存在した浄水場）建設のための専用線[3] が敷かれており、工事完成後も濾過用の砂や送水用ポンプの燃料の石炭、その他資材輸送のために使用された[4]。下り線ホーム外れ、東中野寄り、複線化時には上り線への渡り線が存在していた。1934年撤去。
- 1906年（明治39年）10月1日：甲武鉄道国有化に伴い、逓信省に移管[5]。
- 1909年（明治42年）10月12日：線路名称制定により中央東線（1911年から中央本線）所属となる[5]。
- 1931年（昭和6年）
  - 3月：高架化工事完成。
  - 9月11日：貨物取扱廃止[1]。
- 1949年（昭和24年）6月1日：日本国有鉄道発足。
- 1958年（昭和33年）4月10日：荷物扱い廃止[1]。
- 1987年（昭和62年）4月1日：国鉄分割民営化に伴い、東日本旅客鉄道（JR東日本）の駅となる[1][6]。
- 1991年（平成3年）8月24日：自動改札機を設置し、使用開始[7]。
- 2001年（平成13年）11月18日：ICカード「Suica」の利用が可能となる[広報 1]。
- 2005年（平成17年）3月：みどりの窓口を廃止し、指定席券売機を設置[8]。
- 2021年（令和3年）11月21日：スマートホームドアの使用を開始[9][10]。

## 駅構造
JR東日本ステーションサービスが受託する新宿統括センター（新宿駅）管理の業務委託駅。島式ホーム1面2線の高架駅である。出入口は北口と南口の2ヶ所。
北口には指定席券売機が設置されており、指定席特急券等を購入することが可能（北口にあったみどりの窓口は現在は閉鎖されている）。南口は、2014年2月16日の駅遠隔操作システム（現・お客さまサポートコールシステム）導入に伴い、無人化された。
かつて中野方に折返し用引上線が設置されていたことがあった。

### のりば
| 番線 | 路線                     | 方向 | 行先           |
| ---- | ------------------------ | ---- | -------------- |
| 1    | 中央・総武線（各駅停車） | 西行 | 中野・三鷹方面 |
| 2    | 中央・総武線（各駅停車） | 東行 | 新宿・千葉方面 |

（出典：JR東日本:駅構内図）
- 2020年3月14日ダイヤ改正以降、早朝・深夜に設定されていた東京駅発着各駅停車が消滅した[12]。

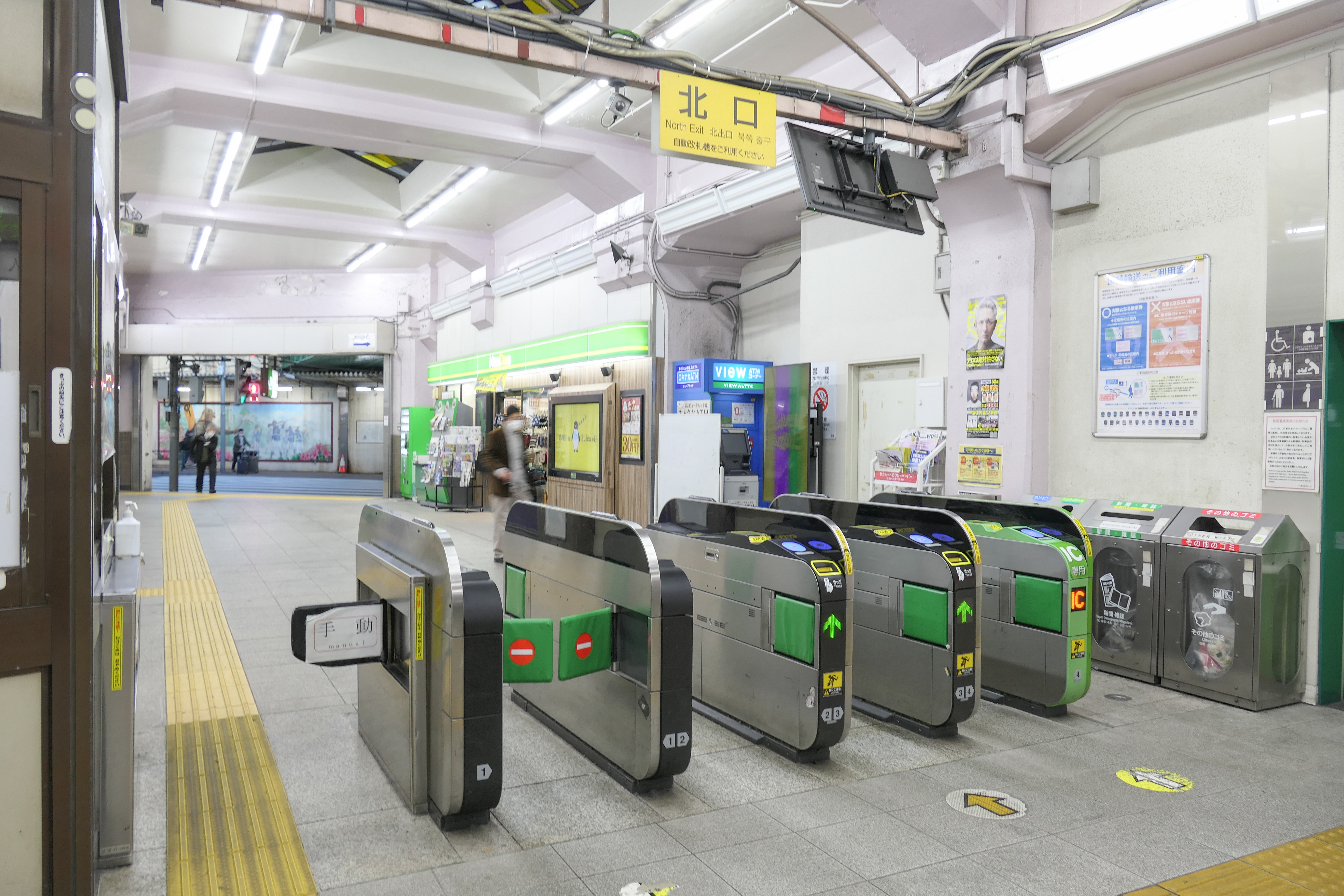
北口改札（2022年12月）
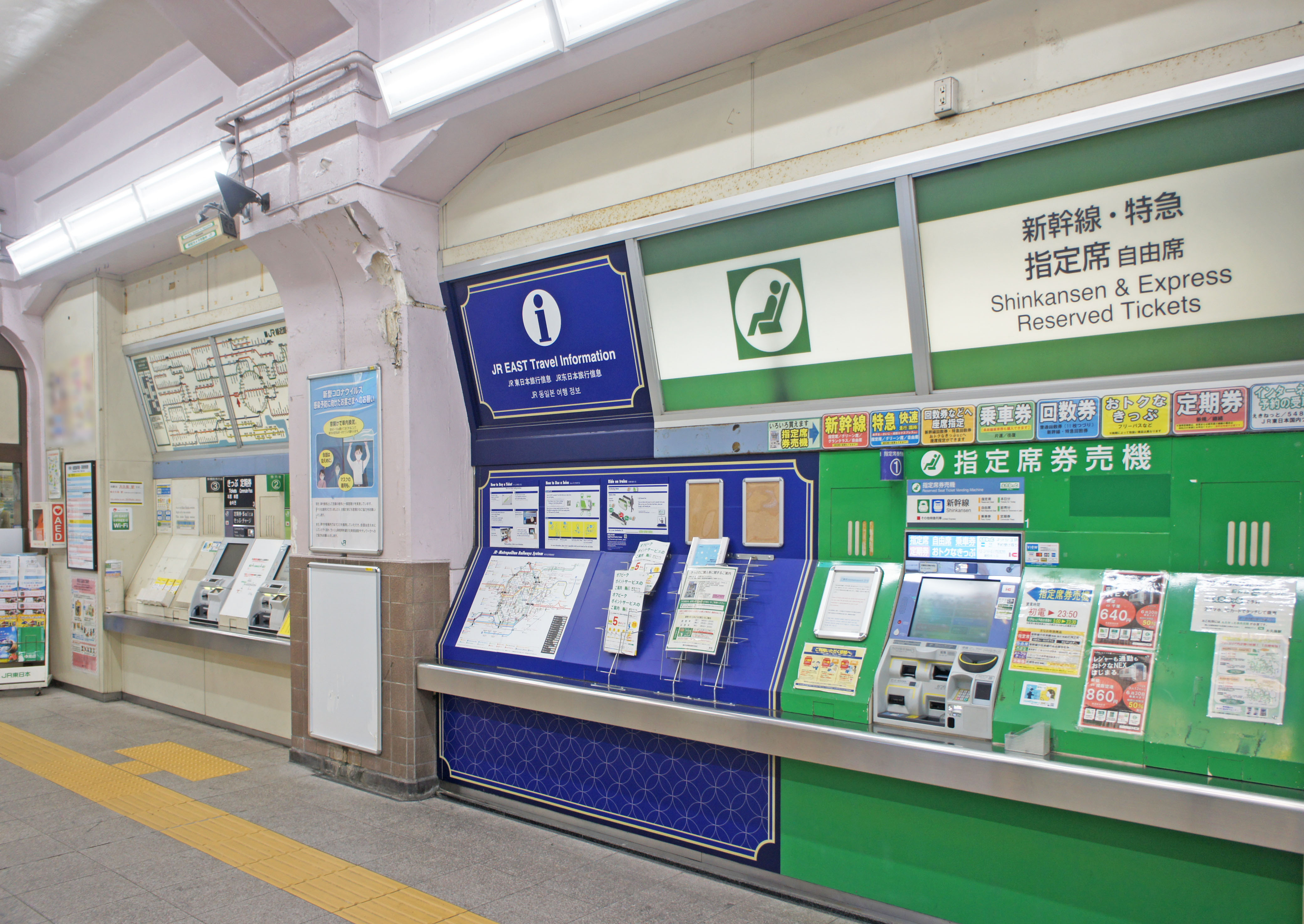
北口自動券売機（2022年6月）
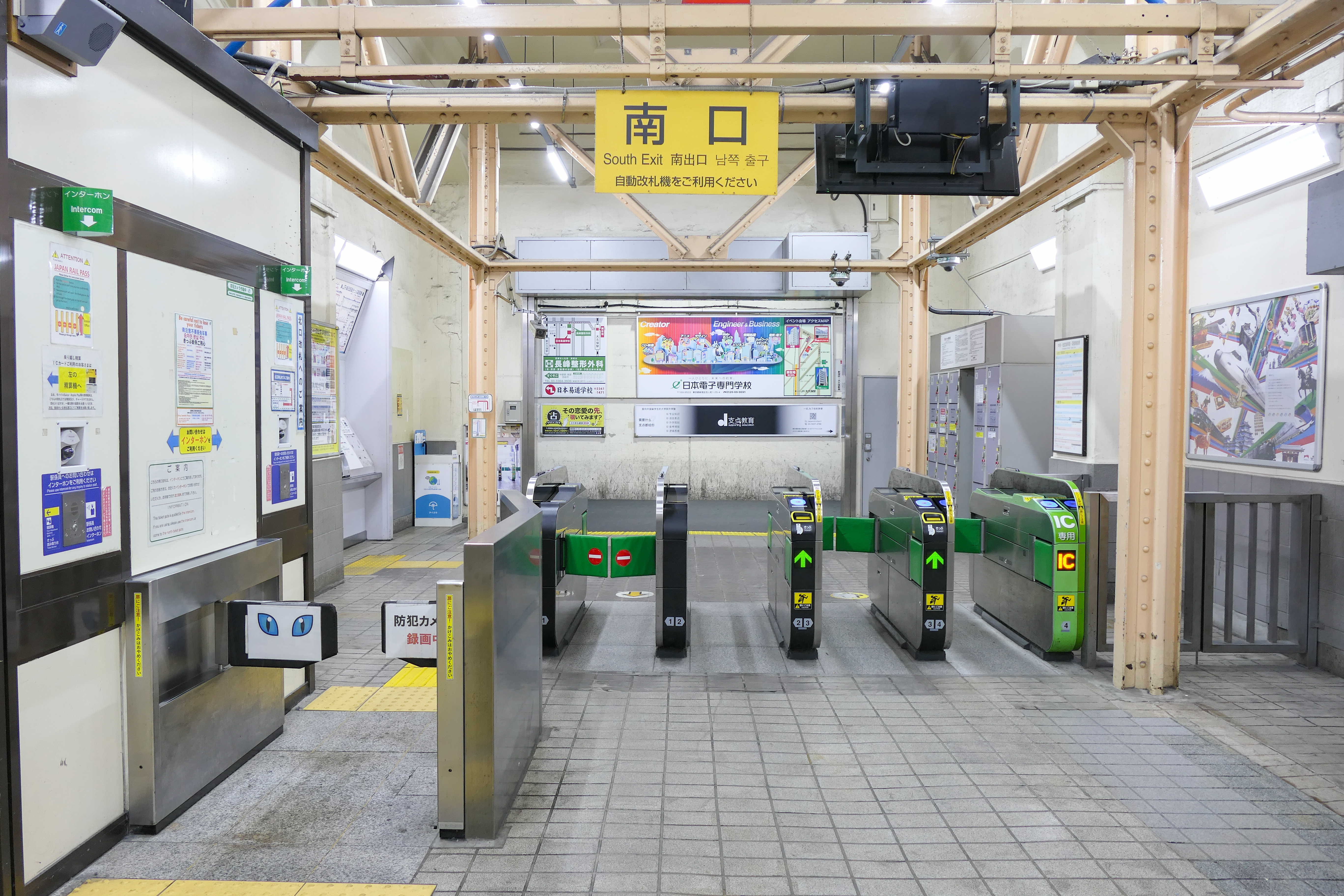
南口改札（2022年12月）
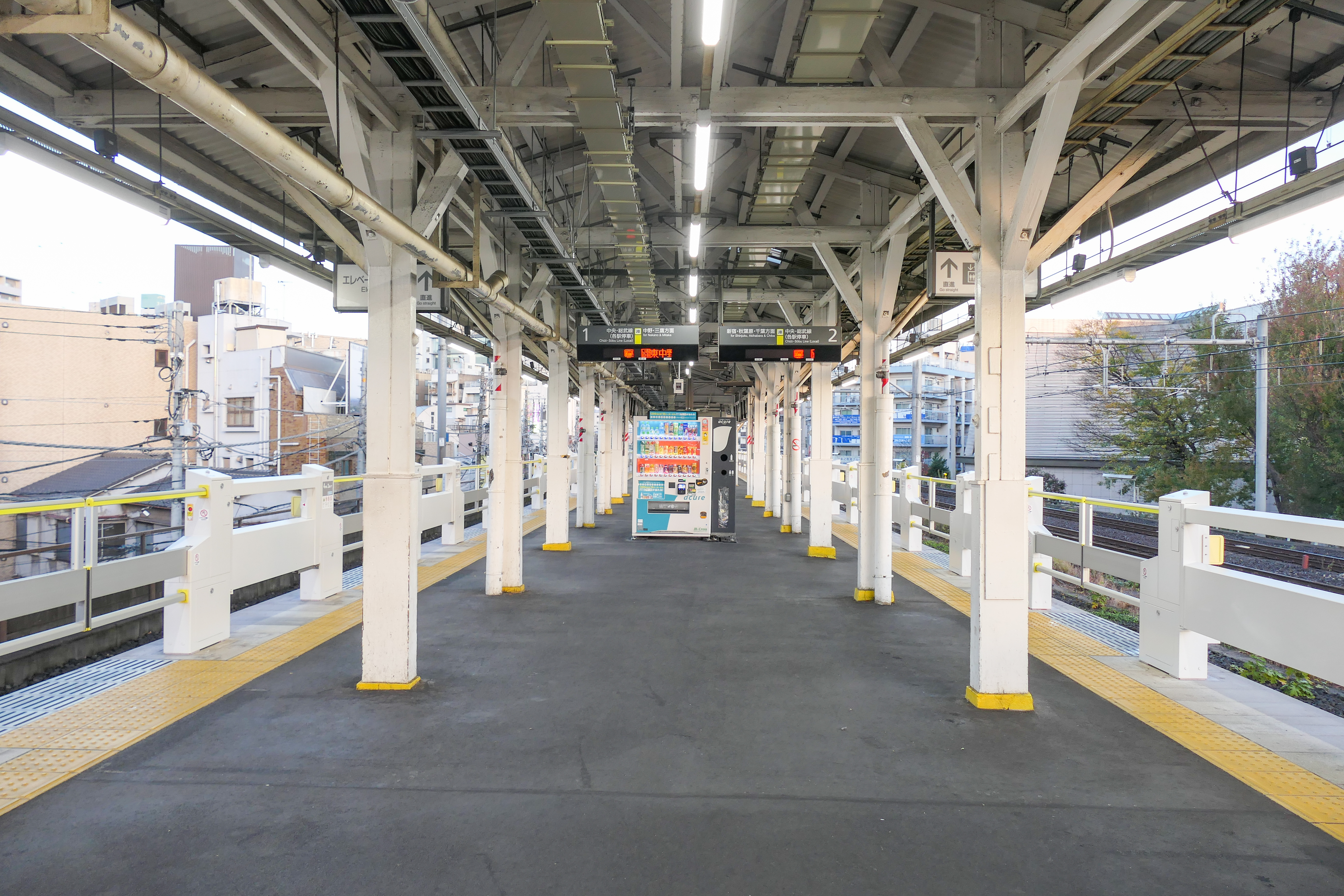
ホーム（2022年12月）

## 利用状況
2023年度（令和5年度）の1日平均乗車人員は24,311人である。
1990年度（平成2年度）以降の1日平均乗車人員の推移は以下の通り。
| 年度               | 1日平均 乗車人員 | 出典     |
| ------------------ | ---------------- | -------- |
| 1990年（平成02年） | 27,203           | [ * 1 ]  |
| 1991年（平成03年） | 28,383           | [ * 2 ]  |
| 1992年（平成04年） | 29,266           | [ * 3 ]  |
| 1993年（平成05年） | 28,353           | [ * 4 ]  |
| 1994年（平成06年） | 27,142           | [ * 5 ]  |
| 1995年（平成07年） | 26,571           | [ * 6 ]  |
| 1996年（平成08年） | 26,474           | [ * 7 ]  |
| 1997年（平成09年） | 25,828           | [ * 8 ]  |
| 1998年（平成10年） | 25,693           | [ * 9 ]  |
| 1999年（平成11年） | 25,331           | [ * 10 ] |
| 2000年（平成12年） | 25,558           | [ * 11 ] |
| 2001年（平成13年） | 25,486           | [ * 12 ] |
| 2002年（平成14年） | 25,660           | [ * 13 ] |
| 2003年（平成15年） | 25,261           | [ * 14 ] |
| 2004年（平成16年） | 24,289           | [ * 15 ] |
| 2005年（平成17年） | 23,991           | [ * 16 ] |
| 2006年（平成18年） | 24,043           | [ * 17 ] |
| 2007年（平成19年） | 24,373           | [ * 18 ] |
| 2008年（平成20年） | 24,587           | [ * 19 ] |
| 2009年（平成21年） | 24,087           | [ * 20 ] |
| 2010年（平成22年） | 24,343           | [ * 21 ] |
| 2011年（平成23年） | 23,997           | [ * 22 ] |
| 2012年（平成24年） | 24,387           | [ * 23 ] |
| 2013年（平成25年） | 24,775           | [ * 24 ] |
| 2014年（平成26年） | 24,739           | [ * 25 ] |
| 2015年（平成27年） | 25,755           | [ * 26 ] |
| 2016年（平成28年） | 26,420           | [ * 27 ] |
| 2017年（平成29年） | 27,404           | [ * 28 ] |
| 2018年（平成30年） | 28,350           | [ * 29 ] |
| 2019年（令和元年） | 27,678           | [ * 30 ] |
| 2020年（令和02年） | 19,092           |          |
| 2021年（令和03年） | 20,083           |          |
| 2022年（令和04年） | 22,279           |          |
| 2023年（令和05年） | 24,311           |          |

## 駅周辺
駅近辺は、朝鮮料理やタイ料理などのアジア料理店や、定食店などが多い。また、周辺には、専門学校が多く立地する。
駅西側の小滝橋通り沿いは、隣の新宿駅までラーメン店の激戦区となっている。
北口からは新大久保駅まで東へ約300mほどである。しかし、東隣の新宿駅で山手線に乗り換えられるので、接続駅としての機能はない。地元住民などが目的地に応じて駅を使い分けている。なお、ダイヤ乱れなど長時間運転見合わせになった時は同駅へ迂回乗車の案内がされる。
南口のすぐそばにある壁画は、近くに所在する日本電子専門学校の有志一同により数年ごとに描かれている。この壁画の製作には過去にゲームクリエイターを経て漫画家になる井上淳哉も参加していたが、その時に描いた壁画は1998年頃に今の壁画の下に塗り潰されてしまっている。
ジャッキー・チェン主演の映画『新宿インシデント』のラストの銃撃戦で南口コンコースが登場しており、実際にロケが実施された。
- 桜美林大学新宿キャンパス
- 日本電子専門学校
- 関東ITソフトウェア健保会館
- ハンドレッドサーカスイーストタワー
- 大久保通り（東京都道433号）
- 新宿区役所柏木特別出張所
  - 新宿区柏木地域センター
- 新宿区立北新宿図書館
  - 新宿区北新宿生涯学習館
- 東京法務局新宿出張所
- 新宿税務署
- 地域医療機能推進機構東京山手メディカルセンター（旧：社会保険中央総合病院）
- 北新宿三郵便局
- 東京都中央卸売市場淀橋市場
- 東京交響楽団本部・クラシックスペース100
- オリンピック 北新宿店

## バス路線
停留所名は、都営バスが「大久保駅前」、関東バスが「大久保駅」である。
- 都営バス
  - 飯62：都営飯田橋駅前行 / 小滝橋車庫前行
  - 橋63：新橋駅前行・国立国際医療センター前行 / 小滝橋車庫前行
- 関東バス
  - 宿01：新宿駅西口行 / 小滝橋行（平日朝・深夜のみ）
  - 宿01-1：新宿西口行（平日朝のみ）
  - 宿02：新宿駅西口行 / 丸山営業所行
  - 宿03：新宿駅西口行 / 中野駅行（平日早朝・深夜のみ）
  - 宿04：新宿駅西口行 / 阿佐谷営業所行（平日早朝・深夜のみ）
  - 宿05：新宿駅西口行 / 野方駅行
  - 宿07：新宿駅西口行（平日朝のみ）
  - 宿08：新宿駅西口行 / 中野駅行

## 隣の駅
東日本旅客鉄道（JR東日本）
 中央・総武線（各駅停車）
新宿駅 (JB 10) - 大久保駅 (JB 09) - 東中野駅 (JB 08)

### 記事本文

##### 広報資料・プレスリリースなど一次資料
1. ↑  “Suicaご利用可能エリアマップ（2001年11月18日当初）” (PDF).   東日本旅客鉄道. 2019年7月27日時点のオリジナルよりアーカイブ。2020年4月27日閲覧。

### 利用状況
1. ↑  東京都統計年鑑 - 東京都
2. ↑  新宿区の概況 - 新宿区

JR東日本の2000年度以降の乗車人員
1. ↑  各駅の乗車人員（2000年度） - JR東日本
2. ↑  各駅の乗車人員（2001年度） - JR東日本
3. ↑  各駅の乗車人員（2002年度） - JR東日本
4. ↑  各駅の乗車人員（2003年度） - JR東日本
5. ↑  各駅の乗車人員（2004年度） - JR東日本
6. ↑  各駅の乗車人員（2005年度） - JR東日本
7. ↑  各駅の乗車人員（2006年度） - JR東日本
8. ↑  各駅の乗車人員（2007年度） - JR東日本
9. ↑  各駅の乗車人員（2008年度） - JR東日本
10. ↑  各駅の乗車人員（2009年度） - JR東日本
11. ↑  各駅の乗車人員（2010年度） - JR東日本
12. ↑  各駅の乗車人員（2011年度） - JR東日本
13. ↑  各駅の乗車人員（2012年度） - JR東日本
14. ↑  各駅の乗車人員（2013年度） - JR東日本
15. ↑  各駅の乗車人員（2014年度） - JR東日本
16. ↑  各駅の乗車人員（2015年度） - JR東日本
17. ↑  各駅の乗車人員（2016年度） - JR東日本
18. ↑  各駅の乗車人員（2017年度） - JR東日本
19. ↑  各駅の乗車人員（2018年度） - JR東日本
20. ↑  各駅の乗車人員（2019年度） - JR東日本
21. ↑  各駅の乗車人員（2020年度） - JR東日本
22. ↑  各駅の乗車人員（2021年度） - JR東日本
23. ↑  各駅の乗車人員（2022年度） - JR東日本
24. ↑  各駅の乗車人員（2023年度） - JR東日本

東京都統計年鑑
1. ↑  東京都統計年鑑（平成2年）
2. ↑  東京都統計年鑑（平成3年）
3. ↑  東京都統計年鑑（平成4年）
4. ↑  東京都統計年鑑（平成5年）
5. ↑  東京都統計年鑑（平成6年）
6. ↑  東京都統計年鑑（平成7年）
7. ↑  東京都統計年鑑（平成8年）
8. ↑  東京都統計年鑑（平成9年）
9. ↑  東京都統計年鑑（平成10年） (PDF)
10. ↑  東京都統計年鑑（平成11年） (PDF)
11. ↑  東京都統計年鑑（平成12年）
12. ↑  東京都統計年鑑（平成13年）
13. ↑  東京都統計年鑑（平成14年）
14. ↑  東京都統計年鑑（平成15年）
15. ↑  東京都統計年鑑（平成16年）
16. ↑  東京都統計年鑑（平成17年）
17. ↑  東京都統計年鑑（平成18年）
18. ↑  東京都統計年鑑（平成19年）
19. ↑  東京都統計年鑑（平成20年）
20. ↑  東京都統計年鑑（平成21年）
21. ↑  東京都統計年鑑（平成22年）
22. ↑  東京都統計年鑑（平成23年）
23. ↑  東京都統計年鑑（平成24年）
24. ↑  東京都統計年鑑（平成25年）
25. ↑  東京都統計年鑑（平成26年）
26. ↑  東京都統計年鑑（平成27年）
27. ↑  東京都統計年鑑（平成28年）
28. ↑  東京都統計年鑑（平成29年）
29. ↑  東京都統計年鑑（平成30年）
30. ↑  東京都統計年鑑（平成31年・令和元年）